# Hydroptila harpeodes
Hydroptila harpeodes är en nattsländeart som beskrevs av Yang och Xue 1994. Hydroptila harpeodes ingår i släktet Hydroptila och familjen smånattsländor. Inga underarter finns listade i Catalogue of Life.